# Sprintvärldsmästerskapen i kanotsport 1999
Sprintvärldsmästerskapen i kanotsport 1999 anordnades i Milano, Italien. 

## Medaljsummering
| Pl.    | Nation     | Guld | Silver | Brons | Totalt |
| ------ | ---------- | ---- | ------ | ----- | ------ |
| 1      | Ungern     | 6    | 2      | 8     | 16     |
| 2      | Ryssland   | 8    | 3      | 2     | 13     |
| 3      | Polen      | 3    | 4      | 4     | 11     |
| 4      | Tyskland   | 2    | 4      | 5     | 11     |
| 5      | Kanada     | 3    | 1      | 0     | 4      |
| 6      | Tjeckien   | 0    | 3      | 1     | 4      |
| 7      | Rumänien   | 0    | 2      | 2     | 4      |
| 8      | Italien    | 0    | 3      | 0     | 3      |
| 9      | Australien | 1    | 0      | 1     | 2      |
| 10     | Slovakien  | 1    | 0      | 1     | 2      |
| 11     | Israel     | 1    | 0      | 0     | 1      |
| 12     | Spanien    | 1    | 0      | 0     | 1      |
| 13     | Bulgarien  | 0    | 1      | 0     | 1      |
| 14     | Kuba       | 0    | 1      | 0     | 1      |
| 15     | Norge      | 0    | 1      | 0     | 1      |
| 16     | Ukraina    | 0    | 1      | 0     | 1      |
| 17     | Danmark    | 0    | 0      | 1     | 1      |
| 18     | Frankrike  | 0    | 0      | 1     | 1      |
| Totalt | Totalt     | 26   | 26     | 26    | 78     |

### Herrar

#### Kanadensare
| Gren       | Guld                                                                          | Tid | Silver                                                                | Tid | Brons                                                                   | Tid |
| C-1 200 m  | Maksim Opalev (RUS)                                                           |     | Martin Doktor (CZE)                                                   |     | Slavomír Kňazovický (SVK)                                               |     |
| C-1 500 m  | Maksim Opalev (RUS)                                                           |     | Martin Doktor (CZE)                                                   |     | Andreas Dittmer (GER)                                                   |     |
| C-1 1000 m | Maksim Opalev (RUS)                                                           |     | Andreas Dittmer (GER)                                                 |     | Martin Doktor (CZE)                                                     |     |
| C-2 200 m  | Ryssland Konstantin Fomitjov Aleksandr Artemida                               |     | Polen Daniel Jędraszko Paweł Baraszkiewicz                            |     | Tyskland Thomas Zereske Christian Gille                                 |     |
| C-2 500 m  | Polen Daniel Jędraszko Paweł Baraszkiewicz                                    |     | Ungern Imre Pulai Ferenc Novák                                        |     | Ryssland Aleksandr Kovaljov Aleksandr Kostoglod                         |     |
| C-2 1000 m | Ryssland Aleksandr Kovaljov Aleksandr Kostoglod                               |     | Kuba Ibrahim Rojas Leobaldo Pereira                                   |     | Tyskland Patrick Schulze Peter John                                     |     |
| C-4 200 m  | Ryssland Roman Krugljakov Vladimir Ladotja Konstantin Fomitjov Andrej Kabanov |     | Tjeckien Petr Procházka Jan Břečka Petr Fuksa Karel Kožíšek           |     | Rumänien Miticia Pricop Ionel Averian Gheorghe Andriev Florin Popescu   |     |
| C-4 500 m  | Ryssland Roman Krugljakov Vladimir Ladotja Konstantin Fomitjov Andrej Kabanov |     | Rumänien Miticia Pricop Ionel Averian Gheorghe Andriev Florin Popescu |     | Frankrike Yannick Lavigne Jean-Gilles Grare Mathieu Gobel Sylvain Hoyer |     |
| C-4 1000 m | Ryssland Ignat Kovaljov Konstantin Fomitjov Aleksej Volkonskij Andrej Kabanov |     | Rumänien Miticia Pricop Ionel Averian Iosif Anisim Samil Grigoe       |     | Ungern Csaba Horváth Béla Belicza Csaba Hüttner György Kozmann          |     |

#### Kajak
| Gren       | Guld                                                             | Tid | Silver                                                               | Tid | Brons                                                                         | Tid |
| K-1 200 m  | Michael Kolganov (ISR)                                           |     | Oleksij Slivinskyj (UKR)                                             |     | Ronald Rauhe (GER)                                                            |     |
| K-1 500 m  | Ákos Verecki (HUN)                                               |     | Petar Merkov (BUL)                                                   |     | Grzegorz Kotowicz (POL)                                                       |     |
| K-1 1000 m | Lutz Liwowski (GER)                                              |     | Knut Holmann (NOR)                                                   |     | Torsten Tranum (DEN)                                                          |     |
| K-2 200 m  | Ungern Vince Fehérvári Róbert Hegedűs                            |     | Ryssland Roman Zarubin Aleksandr Ivanik                              |     | Polen Marek Twardowski Adam Wysocki                                           |     |
| K-2 500 m  | Polen Marek Twardowski Adam Wysocki                              |     | Ungern Botond Storcz Gábor Horvárth                                  |     | Australien Daniel Collins Andrew Trim                                         |     |
| K-2 1000 m | Slovakien Michal Riszdorfer Juraj Bača                           |     | Polen Marek Twardowski Adam Wysocki                                  |     | Tyskland Jan Schäfer Olaf Winter                                              |     |
| K-4 200 m  | Ungern Gyula Kajner Vince Fehérvári István Beé Róbert Hegedűs    |     | Polen Piotr Markiewicz Marek Twardowski Adam Wysocki Paweł Łakomy    |     | Ryssland Anatolij Tisjtjenko Andrej Sjtjegolichin Oleg Gorobij Vitalij Gankin |     |
| K-4 500 m  | Tyskland Torsten Gustche Mark Zabel Björn Bach Stefan Ulm        |     | Ryssland Andrej Tissin Vitalij Gankin Aleksandr Ivanik Roman Zarubin |     | Ungern Zoltán Kammerer Botond Storcz Ákos Vereckei Gábor Horváth              |     |
| K-4 1000 m | Ungern Zoltán Kammerer Botond Storcz Ákos Vereckei Gábor Horváth |     | Tyskland Torsten Gutsche Mark Zabel Björn Bach Stefan Ulm            |     | Rumänien Sorin Petcu Vasile Curuzan Marian Sîrbu Romică Şerban                |     |

### Damer

#### Kajak
| Gren       | Guld                                                          | Tid | Silver                                                                        | Tid | Brons                                                                | Tid |
| K-1 200 m  | Caroline Brunet (CAN)                                         |     | Josefa Idem (ITA)                                                             |     | Rita Kőbán (HUN)                                                     |     |
| K-1 500 m  | Caroline Brunet (CAN)                                         |     | Josefa Idem (ITA)                                                             |     | Rita Kőbán (HUN)                                                     |     |
| K-1 1000 m | Caroline Brunet (CAN)                                         |     | Josefa Idem (ITA)                                                             |     | Katalin Kovács (HUN)                                                 |     |
| K-2 200 m  | Spanien Izaskun Aramburu Beatriz Manchón                      |     | Polen Beata Sokołowska Aneta Pastuszka                                        |     | Ungern Rita Kőbán Eva Laky                                           |     |
| K-2 500 m  | Polen Beata Sokołowska Aneta Pastuszka                        |     | Kanada Caroline Brunet Karen Furneaux                                         |     | Ungern Katalin Kovács Szilvia Szabó                                  |     |
| K-2 1000 m | Australien Anna Wood Katrin Borchert                          |     | Tyskland Manuela Mucke Katrin Wagner                                          |     | Ungern Kinga Bóta Andrea Barosci                                     |     |
| K-4 200 m  | Ungern Katalin Kovács Erzsébet Viski Szilvia Szabó Rita Kőbán |     | Ryssland Natalja Gouilj Jelena Tissina Larissa Peisachovitj Tatjana Tistjenko |     | Polen Beata Sokołowska Aneta Pastuszka Agata Piszcz Aneta Michalak   |     |
| K-4 500 m  | Ungern Katalin Kovács Erzsébet Viski Szilvia Szabó Rita Kőbán |     | Tyskland Birgit Fischer Anett Schuck Manuela Mucke Katrin Wagner              |     | Polen Beata Sokołowska Aneta Pastuszka Aneta Michalak Joanna Skowroń |     |